# Saison 3 de Sex Education
Chronologie
Saison 2 Saison 4
La troisième saison de Sex Education, série télévisée britannique créée par Laurie Nunn, est constituée de huit épisodes, mis en ligne à partir du 17 septembre 2021 sur Netflix.

## Synopsis de la saison
Le lycée de Moordale accueille une nouvelle proviseure, Hope Haddon, chargée de laver la réputation du « lycée du sexe ». Les élèves vont vite cerner les méthodes de la jeune femme, qui n'hésite pas à user de manipulation et d'humiliation pour faire taire les minorités en quête d'identités. Otis et Maeve sont en froid depuis l'été et s'interrogent sur l'avenir de leur cabinet de sexologie.

## Distribution

### Acteurs principaux
- Asa Butterfield (VF : Adrien Larmande) : Otis Milburn
- Gillian Anderson (VF : Danièle Douet) : Jean Milburn, mère d'Otis, sexologue
- Ncuti Gatwa (VF : Jonathan Gimbord) : Eric Effiong, le meilleur ami d'Otis
- Emma Mackey (VF : Pamela Ravassard) : Maeve Wiley
- Connor Swindells (VF : Martin Faliu) : Adam Groff
- Kedar Williams-Stirling (VF : Hervé Grull) : Jackson Marchetti
- Alistair Petrie (VF : Bernard Bollet) : Michael Groff
- Mimi Keene (VF : Valérie Bescht) : Ruby Matthews
- Aimee Lou Wood (VF : Audrey Sablé) : Aimee Gibbs
- Chaneil Kular (VF : Cédric Lemaire) : Anwar
- Simone Ashley (VF : Marion Gress) : Olivia Hanan
- Tanya Reynolds (VF : Diane Kristanek) : Lily Iglehart
- Patricia Allison (VF : Clara Soares) : Ola Nyman
- Mikael Persbrandt (VF : Patrick Laplace) : Jakob Nyman
- Sami Outalbali (VF : lui-même) : Rahim
- Chinenye Ezeudu : Vivienne « Viv » Odesanya
- Anne-Marie Duff (VF : Sybille Tureau) : Erin, la mère de Maeve et Sean
- Jemima Kirke : Hope Haddon, la nouvelle proviseure de la Moordale Secondary School

### Acteurs récurrents
- Jason Isaacs : Peter Groff, le frère aîné de Michael
- Indra Ové : Anna, la mère d'accueil d'Elsie
- Dua Saleh : Cal Bowman
- Robyn Holdaway : Layla

### Invités
- David Layde : Roland Matthews, le père de Ruby
- Miles Jupp : un obstétricien de l'hopital de Moordale
- Sophie Thompson : Carol Iglehart, la mère de Lily
- Jerry Iwu : Oba
- Reece Richards : Eugene

## Liste des épisodes
1. Épisode 1
2. Épisode 2
3. Épisode 3
4. Épisode 4
5. Épisode 5
6. Épisode 6
7. Épisode 7
8. Épisode 8

### Épisode 1:Épisode 1
- : 17 septembre 2021 sur Netflix

### Épisode 2:Épisode 2
- : 17 septembre 2021 sur Netflix

### Épisode 3:Épisode 3
- : 17 septembre 2021 sur Netflix

### Épisode 4:Épisode 4
- : 17 septembre 2021 sur Netflix

### Épisode 5:Épisode 5
- : 17 septembre 2021 sur Netflix

### Épisode 6:Épisode 6
- : 17 septembre 2021 sur Netflix

### Épisode 7:Épisode 7
- : 17 septembre 2021 sur Netflix

### Épisode 8:Épisode 8
- : 17 septembre 2021 sur Netflix